# Camporeale
Camporeale (Masciddi o Campurriali in siciliano) è un comune italiano di 2 859 abitanti della città metropolitana di Palermo in Sicilia.
Camporeale è un piccolo centro agricolo posto nella parte orientale della Val di Mazara, al confine delle province di Agrigento, Trapani e Palermo. Si trova a 440 m sul livello del mare e alle falde delle colline che sovrastano la pianura di Mandrianova.
All’orizzonte, si scorge una catena di montagne che protegge da tutte le parti il territorio di Camporeale: la Rocca di Maranfusa, Montagnola, Serra Parrino, Cozzo di Curbici a sinistra del paese. Ma il monte più vicino a Camporeale è monte Jato presso San Giuseppe Jato.
Per alcuni studiosi, è presso Camporeale che si sarebbe trovata l'antica città romana di Longaricum.

## Storia
Grazie ad uno studio condotto sul territorio di Camporeale dalla “The Monreale Survej” sotto la direzione di Jeremj Johns, si è scoperto che probabilmente da oltre 15000 anni l’uomo è vissuto sulle colline e nelle vallate attorno l’odierna Camporeale. I primissimi abitanti ignoravano case, vestititi e l’agricoltura; si procuravano il cibo con la caccia e la raccolta di piante selvatiche. È durante l’età neolitica che compaiono i primi segni di commercio di prodotti agricoli e di ceramica colorata in diversi stili.
Passando per l’età romana in cui a Valdibella, presso Camporeale, si sviluppò una masseria fino a diventare un paesino, si arrivò all’età araba in cui si svilupparono moltissimi casali e villaggi arabi in Sicilia, tra cui il Casale di Curbici a tre km dall’odierna Camporeale di cui si conservano ancora alcune grotte. Si contavano 30 capifamiglie.
Guardando ancora attorno Camporeale, si credeva che le rocche di Maranfusa, presso l’odierna Roccamena, fossero abitate da diavoli e pare che per questo motivo il ponte Kalatrasi, che costruirono sul fiume Belice, si chiamasse “ponte del diavolo”. Secondo la leggenda, fu costruito in una notte dal diavolo.
Originariamente chiamata Makella, la città dell’odierna Camporeale fu distrutta dalla guarnigione romana e fu ridotta a una masseria. A Valdibella, nel feudo Macellaro e nella zona di Macellarotto sorsero dei centri abitativi.
Donna Violante Ferrieri, moglie del viceré don Simone Ventimiglia (nobile famiglia feudale siciliana), nel 1619, trovandosi in disagiate condizioni economiche, vendette al borghese Vincenzo Grattino 600 salme di Macellaro e Macellarotto (zone terriere del centro agricolo).
I Gesuiti nel 1642 ricevettero in dono dal Grattino la proprietà del feudo di Macellaro. Questo servì per dotare il Collegio Romano, dove studiavano giovani di diverse parti del mondo. I Gesuiti affittarono anche la proprietà di Perciata, di Valdibella, il feudo di Curbici, Boccadorzo e Rapitalà. Nel giro di pochi anni riuscirono a mutare radicalmente la realtà di quel feudo trasformandolo in una vera e propria azienda di tipo capitalistico moderno, dove i mezzi a loro disposizione erano tali da soddisfare tutti i bisogni aziendali. Infatti, l’organizzazione dell’attività produttiva era autosufficiente. Centro pulsante di questa complessa ed efficiente macchina produttiva era il Baglio, centro dell’attuale Camporeale: un gigantesco edificio costituito da diversi magazzini, stalle, locali per la residenza, laboratori artigianali e numerosi cortili. L’uso dei beni e il loro ricavato dovevano servire per il bene della comunità religiosa, per l’attività evangelizzatrice e sociale a vantaggio dei più bisognosi.
La nascita si fa risalire al 22 maggio 1779, allorché il re concesse al principe di Camporeale Giuseppe Beccadelli di Bologna il dominio assoluto sui Feudi e le tenute di Macellaro, Valdibella, Grisì e Massariotta, incamerate da Ferdinando IV di Borbone già dal 1767, in occasione dell'espulsione dal regno di tutte le comunità gesuitiche. Le loro tenute vennero amministrate sino al 1º agosto 1778 da una giunta speciale; in seguito le si vendette al bando. Sulle colline di Macellaro andava formandosi una nuova cittadina: l'abitato da quel momento non si chiamò più Macellaro, ma Camporeale, in virtù dell'antico titolo nobiliare concesso un secolo prima, precisamente nel 1664, dal re a Pietro Beccadelli, principe di Camporeale.
Per cinque secoli circa, prima della fondazione di Camporeale non esisteva nessun centro urbano nelle parti della Camporeale odierna. Solo nella contrada Macellarotto si trovarono tracce di un piccolo centro abitativo di campagna. Gli antenati di Camporeale costruirono le loro case sotto la collina, attorno al castello costruito dalla famiglia dei Ventimiglia probabilmente verso il XVI secolo e poi ceduto ai Gesuiti.
Per alcuni studiosi, è presso Camporeale che si sarebbe trovata l'antica città romana di Longaricum.
Longaricum era un'antica città romana in Sicilia. Si trovava lungo una strada che partiva da Lilybaeum (l'attuale Marsala) e arrivava a Panormus (l'attuale Palermo). La sua precisa posizione è ancora sconosciuta, ma gli studiosi la situano nei pressi di Camporeale.
Il baglio del castello, l’opera più antica e imponente che si erge sulla rocca, è costituita dalla chiesa, da abitazioni private, dal municipio e dal castello. Un ingresso, dotato un tempo di un grande portone, con un arco costruito dai Gesuiti nel 1691, e con una volta dipinta con affreschi, crollata per il terremoto, immette nel primo baglio in cui veniva ammassato il frumento del feudo Macellaro. Nel secondo baglio sorge la costruzione monumentale del castello. 
Il fiume Belice, che ha dato il nome alla vallata, si estende da Piana degli Albanesi a Rocca Busambra presso Ficuzza per poi sfociare a Poggioreale e a Selinunte.
Fu tra i centri più colpiti nel drammatico terremoto che nel gennaio del 1968 colpì la valle del Belice. Le nuove costruzioni, segno di una nuova vitalità dei camporealesi, sorsero successivamente a valle del vecchio abitato, e lì attualmente alloggia buona parte della popolazione. All'indomani del sisma molti camporealesi cercarono fortuna nei paesi del nord, provocando, nella già evidente crisi socio-economica della cittadina, un'impennata. Del resto, l'allora principale fonte di reddito della popolazione era l'agricoltura, che soffrì non poco della mancata ricostruzione del post-sisma.
Appartenuto dall'Unità al 1954 alla provincia di Trapani, dista 44 km dal capoluogo e 73 da Trapani.

### Simboli
Lo stemma è stato riconosciuto con DPCM del 10 novembre 1953. È uno scudo troncato: la parte superiore è inquartata in croce di Sant'Andrea: il 1º e il 4º campo di rosso, nel 2º e 3º d'argento, a due uccelli in volo; nella partizione inferiore, d'argento, tre aquile in volo chiuso, poste su una campagna di verde.
Il gonfalone è un drappo partito di rosso e di bianco.

## Monumenti e luoghi d'interesse

### Architetture religiose

#### Chiesa Sant’Antonio da Padova
La chiesa madre costruita nel 1862-81, in stile neoclassico con tre navate . Affrescata con pitture nel 1954, e recentemente restaurata dopo i danni ricevuti dal terremoto del 1968.
Nel castello esisteva già una chiesa fatta costruire dai Gesuiti. Ma essendo insufficiente per l’accresciuto numero delle persone ed essendo pericolante, nel 1832 la chiesa fu trasferita in un locale più grande. La nuova chiesa fu dedicata a S. Antonio da Padova. Dal 1862 al 1881 l’arciprete P. Giuseppe D’Alessandro si interessò di costruire l’attuale chiesa, con la collaborazione della popolazione. Egli ottenne un magazzino dal principe di Camporeale e comprò tre case. Fino al 1875 la chiesa servì pure come cimitero.
La copertura delle navate e del cupolone erano volte finte in tessuto di canne e mattoni cementati con gesso. Nel 1931, per l’interessamento del parroco Don Leonardo Pisciotta, si eseguirono le opere nella chiesa: altare maggiore in marmo bianco, gradini e pareti in marmo, ambone e volta con un quadro in tela raffigurante il miracolo di S. Antonio che si trova ora nella navata laterale.
La chiesa è a tre navate in stile neoclassico. A destra si innalza fino a 25 m il campanile sormontato da una piramide. Nell’interno della chiesa domina maestoso il Crocifisso, già proprietà dei Gesuiti. Ai piedi della croce vi è scritto “1858”. Questo anno figura anche in alto, dietro il capo del Crocifisso, in un piatto d’argento, simulante un’aureola, con la scritta “Donata al SS. Crocifisso a proprie spese del Sig. Alberto Pollari 1858”.
Tante sono le statue che sono state fatte realizzare: la statua in legno di San Francesco da Paola, un rilievo in marmo raffigurante S. Calcedonio, la statua di sant’Antonio da Padova, della Madonna dei Miracoli, S. Giuseppe (in legno), L’Immacolata (in gesso), l’Annunziata, S. Francesco d’Assisi, S. Lucia, Il Sacro Cuore, Santa Rita, l’Addolorata e il Cristo morto.
Negli anni Cinquanta furono restaurate e adornate volta e cupola con immagini raffiguranti L’Assunta, S. Domenico Savio, S Maria Goretti, S. Giovanni Bosco e i quattro evangelisti e i profeti maggiori e minori.

#### Chiesa Madonna dei Peccatori
Sulla collina sovrastante il paese sorge un santuario dedicato alla Madonna dei Peccatori. Dalla rocca, Maria invocata con il nome di Madre dei Peccatori, domina tutto il paese e le campagne circostanti, parafulmine divino contro le insidie e i pericoli spirituali e materiali. Sotto il suo manto ognuno trova rifugio.
Testimonianze locali raccontano che nel 1855 tre uomini di Camporeale ispirati dalla Madonna si recarono verso Bisacquino. Prima di arrivare lì, trovarono una grossa lastra squadrata raffigurante la Madonna con il manto aperto che accoglie uomini e donne di diverse razze e in mano una bandiera con scritto “Refugium Peccatorum”. Le grida di stupore dei tre fortunati furono sentite dagli abitanti della fattorie vicine che accorsero; nacque una lite per il possesso del quadro e si dovette ricorrere all’intervento delle autorità che lo affidarono ai camporealesi. Questi con grande gioia lo portarono in paese.
Su questa collina (da cui si vedono Camporeale e altri paesi) fu eretta una cappelletta provvisoria con pietre accatastate. Poi, nata la congregazione della Madonna dei Peccatori, si impegnarono a costruire una cappella più grande e decorosa nel 1905. Durante i lavori di costruzione si verificarono numerosi problemi che sembravano impedire la buona riuscita dell’intento. Ma di volta in volta questi problemi sembravano svanire grazie all’intervento della Madonna.

### Architetture civili
- Il vecchio castello baronale, risalente al 1691, appartenuto in passato ai gesuiti. La facciata era munita di due torri, crollate una nel 1835 e l'altra nel 1871.

#### Palazzo del Principe
Il Palazzo del Principe è sito al centro del paese all’interno del baglio dei Gesuiti, noto oggi come Atrio principe. L'Atrio Principe è l’opera più antica ed è costituito da un ingresso con un arco costruito dai gesuiti nel 1691, in cui vi erano un grande portone e una volta dipinta con affreschi, crollata a causa del terremoto del 1968. Nel primo baglio esistono ancor oggi i resti del grande magazzino della Madonna, in cui veniva ammassato il frumento del feudo Macellaro. Nel secondo baglio sorge la costruzione del castello forse costruito dalla nobile famiglia dei Ventimiglia verso il 1400. La vedova di Simone Ventimiglia, viceré di Sicilia lo cedette al Grattino il quale nel 1642 lo donò ai gesuiti, questi l’adattarono alle loro opere costruendo alcune parti del castello. La facciata era munita di due torri, una circolare e l’altra quadrata. La prima sormontata da un campanile con un grande orologio cadde nel 1835, la seconda adorna di piccoli merli cadde nel 1871. 
Ad oggi, successivamente alla restaurazione, il Palazzo del Principe è un complesso polifunzionale e presenta: il Museo Camporeale con sezione etno-antropologica e una archeologica, la Biblioteca Comunale, la pinacoteca, l’Enoteca Comunale, l’Aula Consiliare (sede di eventi, meeting e convegni) e il Taste Point.
- Il Museo Camporeale con sezione etno-antropologica. Inaugurato l’11 marzo 2011, è situato all’ interno del “Palazzo del Principe”. Il “Museo Camporeale” è un complesso dedicato all’ arte e alla cultura e fa parte della Rete Museale e Naturale Belicina, nata per promuovere la valorizzazione e la fruizione dei più significativi musei della Valle del Belice. Come luogo della storia e della memoria di Camporeale all’interno dell’imponente Palazzo del Principe è stata allestita una sezione destinata ad una mostra temporanea di oggetti ed attrezzi recuperati a partire dal 1980. La raccolta, organicamente ordinata, espone utensili e manufatti attinenti ai cicli di lavorazione quali: coltivazione del grano e panificazione, pastorizia e produzione casearia, coltivazione della vite e vinificazione. Altri arnesi riguardano i mestieri tradizionali diffusi nel territorio ed oggi quasi scomparsi: il calzolaio, il bottaio e il fabbro.

Il Museo archeologico, custodisce e conserva importante materiale archeologico proveniente dalle ricognizioni condotte negli anni ’80 dal Prof. Jeremy Johns della Oxford University sul territorio della diocesi di Monreale “The Monreale Survey”. I reperti archeologici sono in corso di catalogazione e studio e, a breve ,grazie ad una convenzione stipulata con la Soprintendenza BB.CC.AA. di Palermo e alla loro direzione scientifica, potranno essere fruiti dalla comunità. Gli unici reperti che sono stati archiviati e di cui si ha accertamento storico sono quelli ritrovati nelle zone limitrofe di Fargione, Valdibella recuperati a “terra aperta”. Si possono ammirare frammenti di vasi di ceramica; dalla decorazione si può risalire agli Etruschi e agli Esuli. 
Nel museo antropologico sono raccolti molti oggetti utilizzati soprattutto per la produzione di formaggi, pasta, vino, ma anche per la lavorazione del ferro, legno,cuoio. 
- Una Biblioteca Comunale, istituita nel 1982 su richiesta della popolazione per dare uno stimolo culturale ai giovani camporealesi, ha sede all’interno del palazzo del principe. La Biblioteca è costituita da patrimonio moderno ed è stata privilegiata una raccolta di opere prevalentemente a carattere storico-letterario e solo per il 20% a carattere scientifico. Inoltre è dotata di una “Cineteca”, di una “Mediateca” e di una “Sala musica” con 12 posti a sedere. Il 7 giugno 2011 la biblioteca è stata intitolata al Dott. Giuseppe Montalbano, medico ucciso dalla mafia nel 1988.
- Una pinacoteca inaugurata l'11 marzo 2011 dedicata al pittore camporealese Antonio Anselmo. Ospita la collezione permanente dell’artista, intitolata “Paesaggio Paesaggi Ritratti”. Essa raggruppa circa 72 opere frutto di una vita di lavoro, selezionate tra quelle più significative, a dar vita ad un interessante percorso espositivo che conduce il visitatore in un ambiente fantastico, di tipo surreale e metafisico, e in ritratti femminili di grande fascino sensuale. Le vedute paesaggistiche sono concave aperture cavernose di rocce metamorfiche, punteggiate da stalattiti che prendono corpi femminili, specchianti su tratti di mare dal colore profondo e dalla cromaticità ammaliante.  Il tutto organizzato pittoricamente con un linguaggio personale e innovativo, per quanto fedele alla tradizione, nelle tavole e nelle carte di Antonio Anselmo, traspira umanità, storia, autenticità, calore, vita. La pinacoteca permanente ospita anche mostre temporanee, seminari artistici, laboratori e corsi di formazione.
- L’Enoteca comunale oggi denominata Enoteca del Baglio - Camporeale e gestita dall’Associazione turistica Pro Loco di Camporeale. L’Enoteca si propone lo scopo di promuovere e valorizzare le risorse enogastronomiche del territorio di Camporeale e di tutta la zona dell’Alto Belice (Grisì, Roccamena, San Cipirello, San Giuseppe Jato, il monrealese, Piana degli Albanesi). Vengono organizzati eventi di promozione culturale ed enogastronomica del territorio con degustazioni di vini e prodotti tipici. Un luogo in cui buona parte delle aziende del territorio confluiscono e ne traggono beneficio, luogo di confronto fra le aziende e gli amanti delle realtà di nicchia e di qualità e fra le aziende stesse. Vengono anche organizzati corsi di formazione di carattere enogastronomico, oltre ad ospitare l’ufficio Informazioni Accoglienza Turistica (I.A.T.) riconosciuto dall’Assessorato del Turismo, dello Sport e dello Spettacolo della Regione Sicilia, dove l’Associazione Pro Loco offre anche un servizio di bike sharing e organizza eventi al fine di promuovere e valorizzare il territorio, in primis la manifestazione “Camporeale days” che si ripete il primo week-end di ottobre di ogni anno.

#### Monumento ai caduti
Di rilievo è il monumento al milite ignoto posto in piazza Marconi di fronte alla Chiesa Madre. L'opera, realizzata da Archimede Campini, è una statua in bronzo di un soldato in atteggiamento di assalto con la baionetta, mentre col piede sinistro schiaccia un elmetto tedesco. È dedicato ai Caduti del paese durante la grande guerra.

#### Il Trittico di Camporeale
"Il trittico di Camporeale": "Il contadino", "Refugium Peccatorum" e "Il falegname". Un percorso artistico e culturale composto da murales nelle vie del centro di Camporeale che tratta tre temi fortemente legati all'identità del paese: l'agricoltura, l'artigianato e la grande devozione dei camporealesi per la Madonna dei Peccatori. Visitando le tre opere è possibile leggere un vecchio canto popolare di amore dedicato a Camporeale: un canto di quelli che pochi vecchi ripetono a fior di labbra; pressoché dimenticato, parla d’affetto, di rispetto, di amore per il proprio paese riportato in un'opera letteraria di Pitrè e Salomone Marino:
"Specchiu di l'occhi mei ca luci tantu,
T'assiddiivu 'mmenzu di tri centu,
T'assiddiivu cu n'amuri tantu,
Allura chi ti vitti'un appi abbentu:
Nun vigghiu, 'un dormu, né manciu, né cantu,
Sempri è supra di tia lu 'nfuddimentu;
E lu me amuri è arrivatu a tantu,
Ca eu ti vinciu, ed autru perdi tempu.
Un itinerario turistico che, tramite le tre opere, porta il visitatore – che magari giunge per caso o seguendo un circuito da winelover - dentro i vicoli e le botteghe artigiane più autentiche del paese. Per la realizzazione delle opere è stato incaricato l'artista Igor Scalisi Palminteri da sempre impegnato nel sociale e non solo in Sicilia: suoi murales sono spuntati su parecchi muri in diverse città italiane.

### Turismo

#### Natura e… itinerari dell’Alto Belice
Camporeale si trova in quel territorio chiamato “Alto Belice” che raggruppa i paesi di San Giuseppe Jato, San Cipirello, Roccamena, Grisì e il territorio di Monreale. Queste splendide Valli dell’Alto Belice e dello Jato ospitano percorsi che permettono di godere di tutte le bellezze offerte dal territorio.
In questo territorio l’Associazione turistica Pro Loco di Camporeale e i suoi partner istituzionali hanno tracciato tre itinerari che uniscono il fascino naturalistico del paesaggio con i siti archeologici e culturali della zona e con le migliori esperienze produttive nell’ambito agroalimentare e vitivinicolo. Così nasce il progetto “Natura e… itinerari dell’Alto Belice” che permette ad appassionati e turisti di fruire delle bellezze e delle bontà offerte da questo territorio unico nel suo genere. Un territorio con grande vocazione rurale in cui i paesi hanno un tipico impianto medievale sul quale si è innestata l’architettura di epoca spagnola con i suoi palazzi, chiese e conventi.
È stato progettato un itinerario agricoltura generando un percorso “agroalimentare” al cui interno convergono aziende come caseifici, oleifici e mulini. I produttori aprono le proprie strutture ad un pubblico curioso di apprendere i processi e di conoscere i prodotti.
L’itinerario del vino è un percorso pensato per legare in un unico itinerario le numerose cantine presenti nel territorio. Un’area storicamente vocata alla viticoltura in cui ricadono due importanti DOC siciliane, la DOC Alcamo e la DOC Monreale. Gli appassionati e non del vino avranno la possibilità di conoscere i luoghi e i metodi di produzione e degustare i migliori vini offerti dal territorio.
L’itinerario “Natura e… Archeologia” unisce i luoghi naturalistici presenti all’interno dell’area dei comuni di Camporeale, Monreale, Roccamena, San Cipirello e San Giuseppe con il Parco archeologico Monte Jato. Il percorso permette di visitare la zona archeologica Maranfusa che comprende l’omonimo castello, le grotte di Curbici e il ponte Calatrasi. Offre inoltre la possibilità di visitare il museo di Camporeale, l’Antiquarium Roccamena e il museo di San Cipirello denominato “Antiquarium Case D’Alia” che ospita i reperti provenienti dal vicino Parco archeologico Monte Jato.
È stata progettata un’App a tal proposito che è possibile scaricare e che permette ai visitatori di visionare in tempo reale i suddetti percorsi e la descrizione di ogni singola attività. È inoltre possibile tramite l’App individuare il percorso che porta da un punto di attrazione ad un altro. 
Inoltre, tramite il servizio di Bike Sharing che offre la Pro Loco di Camporeale è possibile noleggiare le bici per usufruire dei suddetti percorsi.

#### Camporeale days
Ogni anno, il primo week-end di ottobre, all’interno del Baglio e del Palazzo del Principe, ha luogo il Camporeale days, la manifestazione volta a valorizzare e promuovere le risorse enogastronomiche, artistiche, artigianali e turistiche del territorio camporealese e dell’Alto Belice organizzata dall’Associazione turistica Pro Loco Camporeale con il patrocinio del Comune di Camporeale.
Camporeale, nota come città del “Vino e del Legno” è profondamente ancorata alle tradizioni culturali legate a questi due elementi; la storia del piccolo comune dell’entroterra palermitano infatti, affonda le sue radici nel territorio ed è strettamente legata alle tre maggiori coltivazioni che raccontano la storia del Mediterraneo: la produzione di frumento, quella olivicola e quella vitivinicola, con eccellenze note ed apprezzate a livello internazionale. Tali risorse rappresentano la cultura e il nucleo delle tradizioni intorno alle quali si è evoluto il tessuto urbano, e a fianco ad esse si sono sviluppate tradizioni artigianali locali di grande pregio come quella del legno, innanzitutto, e quella del ferro, nonché quelle strettamente legate alla vita sociale della popolazione come la lavorazione della ceramica e il ricamo dei tessuti. 
La manifestazione è rivolta a tutti coloro i quali siano alla ricerca di produzioni agroalimentari e artigianali di nicchia, agli appassionati del turismo sostenibile e dei metodi di produzione tradizionali, biologici e salutari, nonché a giornalisti e operatori del settore. Nel villaggio espositivo si potranno degustare e acquistare i prodotti e sarà possibile visitare anche alcune cantine del territorio. La manifestazione sarà scandita da un calendario di workshop sulle specialità agroalimentari e gastronomiche Altobelicine. In programma anche una mostra di moto e auto d’epoca, spettacoli di musica dal vivo e tante altre iniziative.

### Siti archeologici
Vi sono due zone archeologiche: una a Val di Bella-Monte Pietroso.

## Società

### Evoluzione demografica
Abitanti censiti

### Tradizioni e folclore
I camporealesi sono assai devoti al loro patrono Sant'Antonio da Padova, solennemente celebrato il 13 giugno (è ritenuto protettore degli orfani, e più in generale dei bambini ma anche degli infermi e dei panettieri). Viene celebrato con la processione con la banda musicale per le vie del paese. Dopo aver celebrato la Santa Messa, si invitano il giorno della festa nel Baglio di Camporeale bambini e adulti a fare fraternità consumando pasta e lenticchie.

#### 19 marzo: San Giuseppe
Una festa molto sentita per i camporealesi. Dopo la Santa Messa, con grande affluenza di popolo, si svolge di pomeriggio la processione in onore del santo, con la partecipazione della banda musicale e con i giochi d’artificio. C’è ancora la tradizione di preparare un altare-banchetto, a cui sono invitati poveri, che rappresentano la Madonna, San Giuseppe, Il Bambino Gesù e gli apostoli. Oggi alla povertà di una volta si dà un significato di condivisione.

#### Venerdì santo
Oggi, moltissimi partecipano alla processione. La statua dell’Addolorata è portata in braccio dalle ragazze. Dietro Maria che accompagna il Cristo Crocifisso, portato dai giovani congregati in divisa, c’è il popolo. Durante la processione si fa la Via Crucis.

#### 11 novembre: San Martino
Si mangiano “li muffuletti”: panini caldi conditi con olio, pepe, sarde salate o ricotta e si beve il vino nuovo per ricordare il miracolo di San Martino che diede il pane e il mantello ai poveri.

## Economia

### Economia
Il paese ha un'economia basata sull'agricoltura, la lavorazione del legno e, con 1112 ettari di vigneti censiti dall'ISTAT nel 1990, Camporeale risulta comunque essere uno dei principali centri vinicoli della città metropolitana. Scarsissima, di contro, la presenza di altre colture arboree (agrumi, fruttiferi vari), mentre su 2714 ettari di seminativi quasi 2000 sono costituiti dal solo frumento; sono diversi gli uliveti che alimentano la produzione di olio d'oliva.
Il patrimonio zootecnico, discretamente consistente, annovera 4760 capi ovini e 424 bovini.

## Infrastrutture e trasporti

### Strade
Camporeale è collegata alla strada statale 624 Palermo-Sciacca dalla strada provinciale 20 di San Giuseppe e Camporeale e dalla strada provinciale 107 di Capparini.
Nel territorio comunale si trovano altre strade provinciali, che assicurano il collegamento con i comuni limitrofi:
- Strada provinciale 18 di Ponte Murana, che ha inizio nel centro cittadino;
- Strada provinciale 30 di De Sisa;
- Strada provinciale 46 di Gallitello.

## Amministrazione
Di seguito è presentata una tabella relativa alle amministrazioni che si sono succedute in questo comune.
| Periodo          | Periodo          | Primo cittadino   | Partito              | Carica  | Note  |
| ---------------- | ---------------- | ----------------- | -------------------- | ------- | ----- |
| 7 luglio 1988    | 30 novembre 1991 | Pietro Triolo     | Democrazia Cristiana | Sindaco | [ 8 ] |
| 7 giugno 1993    | 1º dicembre 1997 | Vincenzo Cacioppo | -                    | Sindaco | [ 8 ] |
| 1º dicembre 1997 | 28 maggio 2002   | Nicolò Maenza     | lista civica         | Sindaco | [ 8 ] |
| 28 maggio 2002   | 15 maggio 2007   | Nicolò Maenza     | L'Ulivo              | Sindaco | [ 8 ] |
| 15 maggio 2007   | 8 maggio 2012    | Vincenzo Cacioppo | centro-destra        | Sindaco | [ 8 ] |
| 8 maggio 2012    | 11 giugno 2017   | Vincenzo Cacioppo |                      | Sindaco | [ 8 ] |
| 11 giugno 2017   | in carica        | Luigi Cino        | lista civica         | Sindaco |       |